# (8146) Jimbell
(8146) Jimbell (1983 WG) – planetoida z pasa głównego asteroid okrążająca Słońce w ciągu 4,7 lat w średniej odległości 2,8 au. Odkryta 28 listopada 1983 roku.